# Натали Хорлер
Натали Кристин Хорлер (на немски: Natalie Christine Horler), е германска певица и телевизионна водеща от британо-немски произход, позната в международен план най-вече като вокалистка на германската Евроденс група Cascada.

## Биография
Натали е родена в Бон, Северен Рейн-Вестфалия, Западна Германия (сега Германия) на 23 септември 1981 г., като Натали Кристин Хорлер. Нейният баща, Дейвид Хорлер е джаз музикант.
Когато е малка, тя често записва в студиото на баща си, разположено в техния дом. Този опит помага за развитието на певческите и умения и тя решава да стане певица. Освен пеенето, Натали обича да танцува, тя преминава различни видове танцови класове като степ, джаз танц, хип-хоп и стрийт денс. Като тийнейджър тя играе в няколко аматьорски пиеси.

## Кариера
Когато е на 17-годишна възраст, Натали започва музикалната си кариера, като първата и работа е като певица в барове и казина, а след това като студиен изпълнител, като записва вокали за различни диджеи.
През 2004 г. изпява запомнящия се вокал в парчето „Понякога“ (на английски: Sometimes), записано от групата „2 Vibez“, което се появява на 8 октомври 2004 година.. По късно същата година тя създава групата Cascada, съвместно с DJ Manian и Yanou, и започва турнета с избраните от нея танцьори Essa и Falk.
На 21 февруари 2006 г. Cascada издава първия си албум, който съдържа 14 песни, озаглавен „Everytime We Touch“, и е пуснат първо в САЩ. Най-голям хит от албума става едноименното парче - "Everytime We Touch", която достига до #10 в американската денс класация на списание „Billboard“. Песента става тотален хит, достигайки по-късно до #2 в британската класация и # 1 в Израел (2 седмици), Ирландия (6 седмици). Благодарение на световния успех на албума групата е номинирана на Световните музикални класации през 2007 година, като спечелва приза за „Най-добре продавана немска група“ за 2007 година.
Други популярни нейни песни са „Bad Boy“, „Miracle“, както и добре познатите хитове „Truly Madly Deeply“ и „What Hurts The Most“ - всички изпълнени съвместно с Cascada.
Втория си албум, наречен „Идеален ден“ (на английски: Perfect Day), който е издаден на 3 декември 2007 година. Албумът се изкачва на високи позиции в класациите в цяла Европа, като най-високо е класиран под # 9 във Великобритания. Песента "What Hurts The Most" става популярен хит в страни като САЩ, Канада, Австрия и Германия.